# Elleanthus lancifolius
Elleanthus lancifolius är en orkidéart som beskrevs av Karel Presl. Elleanthus lancifolius ingår i släktet Elleanthus och familjen orkidéer. Inga underarter finns listade i Catalogue of Life.